# Caesars
Caesars, ou Caesars Palace (nome mais utilizado na Suécia), foi uma banda formada em 1995 por quatro membros: César Vidal (vocais), Joakim Åhlund (guitarra), David Lindquist (baixo) e Nino Kellar (bateria). A banda surgiu em um período onde o trance e drum'n'bass dominantes nas noites de Estocolmo e atingiu notoriedade mundial em 2002 com o hit "Jerk It Out". Eles iniciaram um hiato em 2012, no qual durou até final de 2017, quando a banda se reuniu para um show em Estocolmo. Em maio de 2018 a banda foi anunciada como line up do Popaganda Festival.

## História
Em 1998 lançaram seu álbum de estréia: 'Youth is Wasted On the Young'. Segundo a banda, suas músicas favoritas do disco são: 'Sort It Out' e 'Anything You Want'. Ainda na Suécia, em 2000 gravaram o segundo álbum, 'Cherry Kicks'. Em 2002, lançam 'Love For the Streets' e caem nas graças da mídia local, alastrando o furor por vários países da Europa, especialmente a Grã-Bretanha.
Acabam lançando mundialmente pela Virgin (não incluindo América Latina, como já costumeiro) o single 'Jerk It Out', que estourou nas paradas britânicas.
O álbum '39 Minutes of Bliss (In an Otherwise Meaningless World)' foi muito bem recebido pelos críticos da Rolling Stone (EUA), Spin (Canadá) e Q (Inglaterra).
As suas músicas passaram a fazer parte da trilha sonora de séries britânicas como a juvenil 'As IF' (exibida no Brasil pelo canal Sony) e 'Keen Eddie' (exibida pela Fox), promovendo ainda mais a banda com o hit 'Jerk It Out' (realmente, a faixa mais dançante deles e que embala o comercial do iPod).
O hit "Jerk It Out" foi tema da novela brasileira Cobras & Lagartos.

## Integrantes
- Joakim Åhlund – guitara e vocal (atualmemtne segue em paralelo com a banda Teddybears em várias funções)
- César Vidal – guitara e voz principal
- David Lindquist – baixo
- Jens Örjenheim – bateria (1998–2000)
- Nino Keller – bateria (2000–2012)
- Klaus Åhlund – teclados, tocou outros instrumentos em albuns anteriores, os quais ele também produziu. klaus nunca foi considerado oficialmente um membro da banda, ainda que tenha tocado nos shows anteriormente.

## Discografia

### Albums
- Youth Is Wasted on the Young (como "Twelve Caesars"), lançado em 8 de Dezembro de 1998
- Cherry Kicks (como "Caesars Palace"), lançado em 2000 (Gold in Sweden)
- Love for the Streets (como "Caesars Palace"), lançado em 2002 (Gold in Sweden)
- 39 Minutes of Bliss (In an Otherwise Meaningless World), lançado em 22 de Abril de 2003
- Paper Tigers, lançado em 26 de Abril de 2005 (#13 SWE) (#40 UK)
- Strawberry Weed, lançado 5 Março 2008 (#16 SWE)

### Singles
- 1995 - Shake It 3-track EP: "Shake It" / "Odd Job" / "Born Cool  [7-inch Dolores]
- 1996 - Rock De Puta Mierda 7-track EP: "Phenobarbital" / "3D-TV" / "Automatic" / "Crap-thinker" / "This Man, This Monster" / "Pupo Diavolo" / "You're My Favorurite"
- 1998 - "Kick You Out"
- 1998 - "Sort It Out"
- 2000 - "From the Bughouse" / "Punkrocker" (Original version) / "Love Bubble"
- 2000 - "Crackin' Up"
- 2000 - "Fun 'n' Games"
- 2000 - "Only You" [Promo]
- 2002 - "Jerk It Out" / "Out of My Hands" / "She's a Planet"
- 2002 - "Over 'fore It Started" / "Sparky"
- 2002 - "Candy Kane" / "Artificial Gravity"
- 2002 - "Get Off My Cloud" (Rolling stones cover)/ "Bound and Dominated" LP-single from Dolores singelklubb 300EX
- 2003 - "Jerk It Out", released 7 April 2003; re-released 18 April 2005
- 2005 - "Jerk It Out" / "Up All Night" [7" not released in Sweden]
- 2005 - "Jerk It Out" (Jason Nevins Remix Edit) / "Jerk It Out" (Jason Nevins Extended Remix) / "Jerk It Out" (Jason Nevins "Rack Da Club" Remix) / "Jerk It Out" (Jason Nevins "Jerk It Harder" Remix) / "Jerk It Out" (Jason Nevins Remix Edit Instrumental)
- 2005 - "We Got to Leave" / "Longer We Stay Together"
- 2005 - "Paper Tigers" / "Up All Night"
- 2005 - "It's Not the Fall That Hurts"
- 2007 - "No Tomorrow" / "Every Road Leads to Home"
- 2008 - "Boo Boo Goo Goo"